# La Garde-Freinet
La Garde-Freinet è un comune francese di 1 798 abitanti situato nel dipartimento del Var della regione della Provenza-Alpi-Costa Azzurra.

## Storia
La località viene tradizionalmente identificata come la famosa fortezza di Frassineto, conquistata da Saraceni musulmani negli anni attorno all'890 e base di irradiazione per una quantità di terribili saccheggi. Essa venne espugnata dal conte Guglielmo I di Provenza nel 973, dopo la vittoria alla battaglia di Tourtour.

## Società

### Evoluzione demografica
Abitanti censiti